# Marcus Forss
Marcus Forss (Turku, 18 de junio de 1999) es un futbolista finlandés que juega de delantero en el Middlesbrough F. C. de la EFL Championship. Es internacional con la selección de Finlandia.
Es hijo del exfutbolista Rainer Forss.

## Trayectoria
Forss comenzó su carrera deportiva en el Brentford F. C. del EFL Championship en 2018.
Durante la temporada 2019-20 estuvo cedido en el A. F. C. Wimbledon, regresando al final de su cesión al Brentford. No sería esta la única vez que saldría a préstamo, ya que el 31 de enero de 2022 se fue al Hull City A. F. C. para completar la temporada. Tras esta cesión se marchó al Middlesbrough F. C.

## Selección nacional
Forss fue internacional sub-17, sub-18, sub-19 y sub-21 con la selección de fútbol de Finlandia, antes de convertirse en internacional absoluto el 11 de noviembre de 2020, en un partido amistoso frente a la selección de fútbol de Francia, donde, además, anotó su primer gol con la selección, en la victoria de Finlandia por 0-2 en el Stade de France.

## Estadísticas

### Clubes
Actualizado de acuerdo al último partido jugado en la temporada 2024-25.
| Club | Div.          | Temporada     | Liga  | Liga  | Copas(1) | Copas(1) | Total(2) | Total(2) |
| Club | Div.          | Temporada     | Part. | Goles | Part.    | Goles    | Part.    | Goles    |
| --- | ------------- | ------------- | ----- | ----- | -------- | -------- | -------- | -------- |
| Brentford F. C. Inglaterra | 2.ª           | 2018-19       | 6     | 1     | 3        | 1        | 9        | 2        |
| Brentford F. C. Inglaterra | 2.ª           | 2019-20       | 2     | 0     | 1        | 1        | 3        | 1        |
| AFC Wimbledon Inglaterra | 3.ª           | 2019-20       | 18    | 11    | 1        | 0        | 19       | 11       |
| AFC Wimbledon Inglaterra | Total club    | Total club    | 18    | 11    | 1        | 0        | 19       | 11       |
| Brentford F. C. Inglaterra | 2.ª           | 2020-21       | 42    | 8     | 8        | 2        | 50       | 10       |
| Brentford F. C. Inglaterra | 1.ª           | 2021-22       | 7     | 0     | 5        | 6        | 12       | 6        |
| Brentford F. C. Inglaterra | Total club    | Total club    | 57    | 9     | 17       | 10       | 74       | 19       |
| Hull City A. F. C. Inglaterra | 2.ª           | 2021-22       | 11    | 1     | ―        | ―        | 11       | 1        |
| Hull City A. F. C. Inglaterra | Total club    | Total club    | 11    | 1     | 0        | 0        | 11       | 1        |
| Middlesbrough F. C. Inglaterra | 2.ª           | 2022-23       | 40    | 10    | 2        | 0        | 42       | 10       |
| Middlesbrough F. C. Inglaterra | 2.ª           | 2023-24       | 21    | 7     | 2        | 0        | 23       | 7        |
| Middlesbrough F. C. Inglaterra | 2.ª           | 2024-25       | 24    | 1     | 1        | 0        | 25       | 1        |
| Middlesbrough F. C. Inglaterra | Total club    | Total club    | 85    | 18    | 5        | 0        | 90       | 18       |
| Total carrera | Total carrera | Total carrera | 171   | 39    | 23       | 10       | 194      | 49       |
| (1) Incluye datos de la FA Cup, Copa de la Liga de Inglaterra y Football League Trophy,.(2) No incluye goles en partidos amistosos. |               |               |       |       |          |          |          |          |